# Raid over Moscow
Raid over Moscow — комп'ютерна гра в жанрі екшн, розроблена компанією Access Software і випущена в 1984 році. У
Фінляндії гра отримала популярність після висловлювання одного з депутатів фінського парламенту, який висловив сумнів щодо легалізації продажів гри, що сіє ненависть. Дебати і розголос у ЗМІ зробили Raid over Moscow бестселером .

## Опис
Гравець, що грає у ролі американського космічного пілота повинен запобігти трьом радянським ядерним ударам по Північній Америці, а потім знищити ядерний об'єкт, розташований у Московському кремлі. За сюжетом гри, США не можуть прямо відповісти на напад через ліквідацію свого ядерного арсеналу .